# Immokalee
Immokalee é uma Região censo-designada localizada no estado americano de Flórida, no Condado de Collier.

## Demografia
Segundo o censo americano de 2000, a sua população era de 19.763 habitantes.

## Geografia
De acordo com o United States Census Bureau tem uma área de
20,9 km², dos quais 20,9 km² cobertos por terra e 0,0 km² cobertos por água. Immokalee localiza-se a aproximadamente 10 m acima do nível do mar.

## Localidades na vizinhança
O diagrama seguinte representa as localidades num raio de 40 km ao redor de Immokalee.